# Marie Hjelmer
Fanny Marie Annette Hjelmer née Raaschou (1869-1937) est une femme politique danoise, militante des droits des femmes. En 1918, elle devient l'une des cinq premières femmes élues au Landsting. Elle rejoint la Société des femmes danoises en 1922, devient membre de son conseil d'administration en 1925 et en est la présidente de 1931 à 1936.

## Biographie
Née le 20 avril 1869 à Bjerring, Fanny Marie Annette Raaschou est la fille de Niels Peter Raaschou (1823-1890), curé, et de Fanny Eline Annette Grundtvig (1841-1879). Elle est élevée dans le presbytère de son père, d'abord à Bjerringbroegnen et plus tard à Espe, près de Ringe, sur l'île de Fionie.
En tant qu'aînée, à la mort de sa mère en 1879, elle doit s'occuper de ses cinq frères et sœurs dès l'âge de 10 ans. Après avoir obtenu son diplôme d'enseignante à l'école Marie Kruse de Copenhague, elle étudie le français à Paris (1894). De retour au Danemark, elle devient préceptrice privée jusqu'à son mariage en 1898 avec Carl Frederik Hjelmer, un haut fonctionnaire de la police, avec qui elle a trois enfants.
Tout en élevant ses enfants, elle aide son père en travaillant dans les bureaux municipaux de Præstø, acquérant ainsi un aperçu de la politique locale. En 1907, elle rencontre Elna Munch, militante des droits des femmes et rejoint la Société pour le droit de vote des femmes de Præstø (Kvindevalgretsforening), dont elle devient la membre la plus active. En 1909, année où les femmes sont autorisées pour la première fois à participer aux élections locales, elle réussit à être élue représentante du Parti social-libéral au conseil de la municipalité de Præstø. Elle est réélue jusqu'en 1919, date à laquelle son mari est transféré à Ringsted.
En 1915, elle devient membre de la Société des femmes danoises, d'abord au niveau local à Præstø et à Ringsted, section qu'elle cofonde et préside de 1922 à 1936. Encouragée à se présenter par ses collègues politiques, elle devient à l'issue des élections législatives de 1918 l'une des cinq premières femmes élues au Landsting, et la seule représentante féminine des sociaux-libéraux. Elle y siège 18 ans, soutenant notamment l'amélioration des conditions des femmes et des enfants. Elle est également active au niveau international, représentant le Danemark à la première conférence de l'Organisation internationale du travail, qui se tient à Washington, D.C. en 1919.
En 1925, elle devient membre du conseil d'administration de la Société des femmes danoises ; elle en est la présidente de 1931 à 1936. À une époque où l'organisation connaît de sérieuses difficultés, elle réussit à concilier les opinions divergentes des membres les plus jeunes et les plus âgées, ouvrant ainsi la voie à la présidence d'Edel Saunte en 1936. Elle contribue également à l'image politique de l'organisation, en rédigeant des articles dans Kvinden & Samfundet.
Après avoir connu de graves problèmes de santé au cours de sa dernière année, Marie Hjelmer meurt le 5 janvier 1937 à Ringsted.